# Cigintung (Singajaya)
Cigintung is een bestuurslaag in het regentschap Garut van de provincie West-Java, Indonesië. Cigintung telt 4960 inwoners (volkstelling 2010).